# Cheles
Cheles je španělské město situované v provincii Badajoz (autonomní společenství Extremadura).

## Poloha
Obec se nachází na hranicích s Portugalskem, kde hraniční čáru tvoří řeka Guadiana. Je vzdálena 51 km od města Badajoz. Patří do okresu Llanos de Olivenza a soudního okresu Olivenza.

## Historie
V roce 1834 se obec stává součástí soudního okresu Olivenza. V roce 1842 čítala obec 194 usedlostí a 889 obyvatel.

## Odkazy

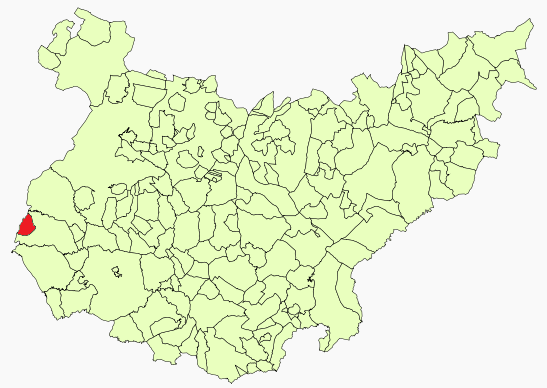
Poloha obce v provincii Badajoz

## Demografie
| Populace obce Cheles z let (1842–2010) | Populace obce Cheles z let (1842–2010) | Populace obce Cheles z let (1842–2010) | Populace obce Cheles z let (1842–2010) | Populace obce Cheles z let (1842–2010) | Populace obce Cheles z let (1842–2010) | Populace obce Cheles z let (1842–2010) | Populace obce Cheles z let (1842–2010) | Populace obce Cheles z let (1842–2010) | Populace obce Cheles z let (1842–2010) | Populace obce Cheles z let (1842–2010) | Populace obce Cheles z let (1842–2010) | Populace obce Cheles z let (1842–2010) | Populace obce Cheles z let (1842–2010) | Populace obce Cheles z let (1842–2010) | Populace obce Cheles z let (1842–2010) | Populace obce Cheles z let (1842–2010) | Populace obce Cheles z let (1842–2010) |
| -------------------------------------- | -------------------------------------- | -------------------------------------- | -------------------------------------- | -------------------------------------- | -------------------------------------- | -------------------------------------- | -------------------------------------- | -------------------------------------- | -------------------------------------- | -------------------------------------- | -------------------------------------- | -------------------------------------- | -------------------------------------- | -------------------------------------- | -------------------------------------- | -------------------------------------- | -------------------------------------- |
| 1842                                   | 1857                                   | 1860                                   | 1877                                   | 1887                                   | 1897                                   | 1900                                   | 1910                                   | 1920                                   | 1930                                   | 1940                                   | 1950                                   | 1960                                   | 1970                                   | 1981                                   | 1991                                   | 2001                                   | 2010                                   |
| 889                                    | 1 142                                  | 1 127                                  | 1 098                                  | 1 292                                  | 1 293                                  | 1 322                                  | 1 555                                  | 1 658                                  | 1 919                                  | 2 165                                  | 2 387                                  | 2 400                                  | 1 610                                  | 1 312                                  | 1 319                                  | 1 330                                  | 1 261                                  |